# Kazuoki Kodama
Kazuoki Kodama (児玉 和興, Kodama Kazuoki) né le 8 juin 1965, est un ancien spécialiste japonais du combiné nordique.

## Palmarès

### Jeux Olympiques
| Épreuve / Édition | Calgary 1988 |
| Individuel        | 36e          |
| Par Equipes       | 9e           |

### Championnats du monde
| Épreuve / Édition | Val di Fiemme 1991 |
| Par Equipes       | Bronze             |

### Coupe du monde
- Meilleur classement final : 23e en 1991.
- Meilleur résultat : 9e.